# Jizera (mikroregion)
Jizera je dobrovolný svazek obcí v okresu Liberec a okresu Semily, jeho sídlem jsou Příšovice a jeho cílem je vzájemná spolupráce a koordinace činností v oblasti rozvoje regionu. Sdružuje celkem 16 obcí a byl založen v roce 2002.

## Obce sdružené v mikroregionu
- Čtveřín
- Kobyly
- Lažany
- Paceřice
- Pěnčín
- Příšovice
- Radimovice
- Soběslavice
- Svijanský Újezd
- Svijany
- Vlastibořice
- Žďárek
- Turnov
- Ohrazenice
- Přepeře
- Sychrov